# Liste der Kulturdenkmäler in Trier-Olewig
In der Liste der Kulturdenkmäler in Trier-Olewig sind alle Kulturdenkmäler des Ortsbezirks Olewig der rheinland-pfälzischen Stadt Trier aufgeführt. Grundlage ist die Denkmalliste des Landes Rheinland-Pfalz (Stand: 8. Januar 2024).

## Einzeldenkmäler
| Bezeichnung                            | Lage                                       | Baujahr                   | Beschreibung | Bild                           |
| -------------------------------------- | ------------------------------------------ | ------------------------- | --- | ------------------------------ |
| Katholische Pfarrkirche St. Anna       | Auf der Ayl 28 Lage                        | 1954–56                   | dreischiffiger Satteldachbau mit Chor auf parabelförmigem Grundriss und quadratischem Turm mit Pyramiddach, 1954–56, Architekt Hans Geimer, Bitburg; angebaut an den neugotischen ehemaligen Chor der ehemaligen Filialkapelle (1882–84, Dombaumeister Reinhold Wirtz); am Kirchenbau der 1950er Jahre Buntglasfenster, 1955, von Reinhard Heß, im Turmeingang Grisailleglasfenster, 1977 von Jakob Schwarzkopf; Ausstattung von Hans Apel und Klaus Apel | weitere Bilder Fotos hochladen |
| Brücke                                 | Brettenbach Lage                           | Ende des 19. Jahrhunderts | einbogige Brücke über den Olewiger Bach, wohl vom Ende des 19. Jahrhunderts | Fotos hochladen                |
| Denkmal für Johann Peter Wilhelm Stein | Brettenbach, Ecke Riesling-Weinstraße Lage | 1831                      | Denkmal für Johann Peter Wilhelm Stein; Obelisk auf aufwändig gestaltetem Sockel, bezeichnet 1831, Steinmetzmeister J. Seeberger | Fotos hochladen                |
| Nutzwasserbehälter                     | Olewiger Straße ohne Nummer Lage           | 1908                      | kleiner neubarocker Bau mit geschwungenem Pyramidendach, halb in die Erde eingetieftes Becken, 1908 | Fotos hochladen                |
| Wegekreuz                              | Olewiger Straße, bei Nr. 80 Lage           | 1826                      | Schaftkreuz, bezeichnet 1826 (1822?), Rollwerkkartusche bezeichnet 1705 | Fotos hochladen                |
| Villa                                  | Olewiger Straße 112 Lage                   | um 1900                   | repräsentative späthistoristische Villa mit Eckerkerturm, um 1900; mit Ausstattung | Fotos hochladen                |
| Schulhaus                              | Olewiger Straße 146 Lage                   | um 1900                   | kleiner Massivbau mit teilweise spätgotischen Fenstergewänden, Umbau und Erweiterung zur Schule mit hoch aufgesockeltem Krüppelwalmdachbau wohl um 1900, offene Pausenhalle und Dachreiter vom Ende der 1930er Jahre | Fotos hochladen                |
| Xaveriusstift                          | Olewiger Straße 189 Lage                   | ab 1885                   | ehemaliges Frauenkloster; dreigeschossiger Rotsandsteinbau mit wohl wenig jüngerem Neurenaissance-Anbau, neugotische Kapelle bezeichnet 1885; eingeschossige „Bewahrschule“ mit Fachwerkvorbauten, 1898–1901; kleine Totenkapelle, Reste des ehemaligen Klostergartens | weitere Bilder Fotos hochladen |
| Hofanlage                              | Retzgrubenweg 6 Lage                       | 1628                      | Zweiseithof; Walmdachbau auf hohem Kellersockel, bezeichnet 1628, ehemaliger Wirtschaftsflügel wohl aus dem 19. Jahrhundert | Fotos hochladen                |
| Villa                                  | Retzgrubenweg 10 Lage                      | um 1900                   | eingeschossige Winzervilla auf hohem Kellergeschoss, Holzbalkon und Zwerchhaus, um 1900; Ausstattung | BW                             |
| Weinbergshäuschen                      | Sickingenstraße Lage                       | 19. oder 20. Jahrhundert  | kleiner Putzbau mit geschwungenen Pyramiddach, wohl aus dem 19. oder frühen 20. Jahrhundert | Fotos hochladen                |

## Ehemalige Kulturdenkmäler
| Bezeichnung | Lage                 | Baujahr                            | Beschreibung | Bild                           |
| ----------- | -------------------- | ---------------------------------- | --- | ------------------------------ |
| Wohnhaus    | Retzgrubenweg 8 Lage | zweite Hälfte des 19. Jahrhunderts | Halbwalmdachbau, Innenraumaufteilung und Fensteröffnungen aus der zweiten Hälfte des 19. Jahrhunderts, im Kern sicher älter; im Oktober 2022 abgebrochen und aus Denkmalliste gelöscht | weitere Bilder Fotos hochladen |